# William Bridgeman, 1. Viscount Bridgeman
William Clive Bridgeman, 1. Viscount Bridgeman PC DL JP (* 31. Dezember 1864 in London; † 14. August 1935 in Leigh Manor, Shropshire) war ein britischer Politiker der Conservative Party, der zwischen 1906 und 1929 den Wahlkreis Oswestry als Mitglied im House of Commons vertrat und zwischen 1920 und 1922 Bergbauminister, danach von 1922 bis 1924 Innenminister sowie zwischen 1924 und 1929 Erster Lord der Admiralität war. 1929 wurde er als Viscount Bridgeman geadelt und war damit bis zu seinem Tod Mitglied des House of Lords. 1935 war er für kurze Zeit bis zu seinem Tod Vorsitzender des BBC Board of Governors.

## Leben

### Studium, erfolglose Kandidaturen und Unterhausabgeordneter
Bridgeman, Sohn des Geistlichen John Robert Orlando Bridgeman und dessen Ehefrau Marianne Caroline Clive, besuchte zwischen 1877 und 1884 das Eton College und absolvierte danach von 1884 bis 1888 ein Studium am Trinity College der University of Cambridge, das er mit einem Master of Arts (M.A.) abschloss. Im Anschluss war er zwischen 1889 und 1892 als Privatsekretär von Kolonialminister Henry Holland, 1. Baron Knutsford.
1892 bewarb sich Bridgeman im Wahlkreis North Worcestershire erstmals ohne Erfolg für ein Abgeordnetenmandat im Unterhaus. 1895 scheiterte er im Wahlkreis Mid-Derbyshire erneut bei seiner Kandidatur für ein Mandat im House of Commons. Im Anschluss war er zwischen 1895 und 1902 Privatsekretär von Schatzkanzler Michael Hicks Beach.
Nachdem er 1904 abermals ohne Erfolg im Wahlkreis Oswestry für ein Mandat im Unterhaus kandidiert hatte, wurde Bridgeman als Kandidat der Liberalen Unionisten am 12. Januar 1906 im Wahlkreis Oswestry erstmals zum Mitglied des House of Commons gewählt und gehörte diesem mehr als 23 Jahre lang bis zum 30. Mai 1929 an.

### Bergbauminister, Innenminister und Erster Lord der Admiralität
Während seiner Parlamentszugehörigkeit fungierte Bridgeman 1911 kurzzeitig als Parlamentarischer Geschäftsführer (Whip) der Fraktion der Liberalen Unionisten im Unterhaus. Später war er von 1915 bis 1916 sowohl Lord-Schatzmeister (Lord of the Treasury) als auch stellvertretender Direktor im Ministerium für Kriegshandel (War Trade Department).
Im Anschluss fungierte er zwischen 1916 und 1919 als Parlamentarischer Privatsekretär der damaligen Arbeitsminister in der Regierung von Premierminister David Lloyd George, John Hodge und danach George Henry Roberts. Danach war er von 1919 bis 1920 Parlamentarischer Privatsekretär des Handelsministers (President of the Board of Trade), Auckland Geddes.
Bridgeman, der zeitweilig auch Deputy Lieutenant und Friedensrichter war, wurde am 22. August 1920 im Kabinett Lloyd George erster Bergbauminister (Secretary for Mines) und bekleidete dieses Ministeramt bis zu seiner Ablösung durch George Lane-Fox am 6. November 1922. Zugleich wurde er am 13. Oktober 1920 zum Mitglied des Privy Council berufen.
Am 25. Oktober 1922 wurde er von Premierminister Andrew Bonar Law zum Nachfolger von Edward Shortt als Innenminister (Home Secretary) berufen. Dieses Ministeramt bekleidete er auch in der Regierung von Andrew Bonar Laws Nachfolger Stanley Baldwin bis zum 23. Januar 1924.
Nach dem Wahlsieg der Conservative Party bei den Unterhauswahlen vom 23. Oktober 1924 und dem erneuten Amtsantritt von Stanley Baldwin als Premierminister am 6. November 1924 wurde Bridgeman Erster Lord der Admiralität (First Lord of the Admiralty) und übte dieses Amt bis zum Ende von Baldwins Amtszeit am 4. Juni 1929 aus.

### Oberhausmitglied und Vorsitzender des BBC Board of Governors

Wappen des Viscount Bridgeman

Nach seinem Ausscheiden aus Regierung und Unterhaus wurde Bridgeman durch ein Letters Patent vom 18. Juni 1929 als Viscount Bridgeman, of Leigh in the County of Shropshire, zum erblichen Peer erhoben und gehörte damit dem House of Lords bis zu seinem Tod als Mitglied an.
Bridgeman, der 1929 auch Fellow des Eton College wurde und dem 1930 ein Ehrendoktor der Rechtswissenschaften der University of Cambridge verliehen wurde, übernahm 1935 von John Henry Whitley die Funktion als Vorsitzender des BBC Board of Governors und war damit für einige Zeit bis zu seinem Tod Vorsitzender des Rundfunkrates der British Broadcasting Corporation.
Nach seinem Tod wurde er in Hope Minsterley in Shropshire beigesetzt. Aus seiner am 30. April 1895 mit Caroline Beatrix Parker geschlossenen Ehe gingen drei Söhne und eine bereits nach einem Tag verstorbene Tochter hervor. Sein ältester Sohn Robert Clive Bridgeman erbte seinen Adelstitel. Der zweitälteste Sohn Geoffrey John Orlando Bridgeman diente als Brigadegeneral im Royal Army Medical Corps, während sein jüngster Sohn Maurice Richard Bridgeman zwischen 1960 und 1969 Vorstandsvorsitzender von BP war.